# Skrajna Pańszczycka Czuba

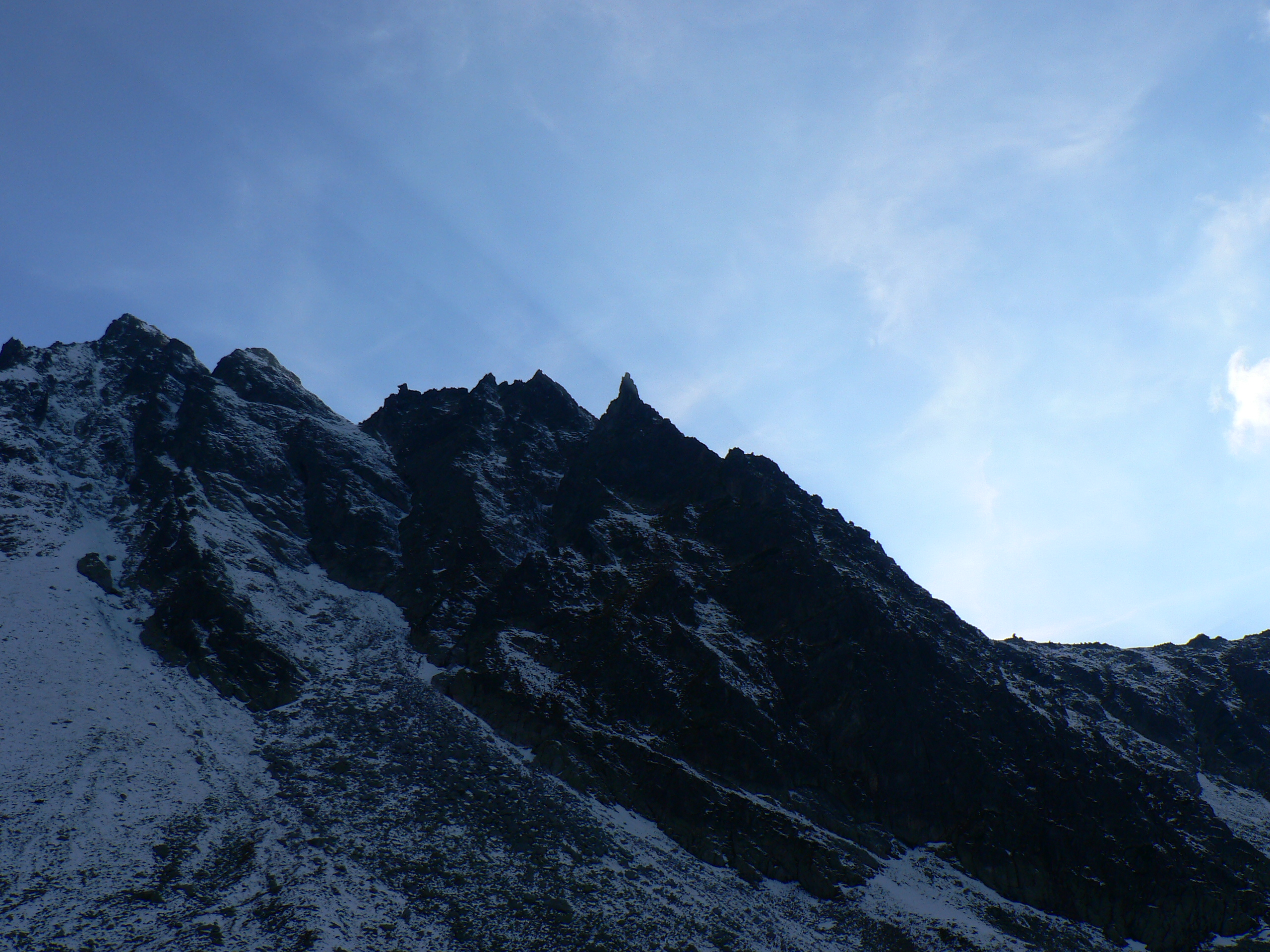
Blick vom Tal Dolina Pańszczyca

Die Skrajna Pańszczycka Czuba ist ein Berg in der polnischen Hohen Tatra mit 2135 Metern im Massiv der Grań Żółtej Turni. Auf dem Gipfel verläuft die Grenze zwischen den Gemeinden Zakopane im Süden und Poronin, konkret dem Ortsteil Murzasichle, im Norden, in der Woiwodschaft Kleinpolen im Landkreis Powiat Tatrzański.

## Lage und Umgebung
Unterhalb des Gipfels liegen die Täler Dolina Pańszczyca im Norden und Dolina Czarna Gąsienicowa im Süden. 
Vom Gipfel Wierch pod Fajki im Westen wird der Skrajna Pańszczycka Czuba durch den Bergpass Pańszczycka Przełęcz und von dem Gipfel Zadnia Pańszczycka Czuba im Osten durch den Bergpass Pańszczycka Przełączka Pośrednia getrennt. 

## Etymologie
Der polnische Name Skrajna Pańszczycka Czuba lässt sich als Äußere Pańszczyca Koppe übersetzen. Der Name rührt von dem nahe gelegene Tal Dolina Pańszczyca her.

## Flora und Fauna
Trotz seiner Höhe besitzt die Skrajna Pańszczycka Czuba eine bunte Flora und Fauna. Es treten zahlreiche Pflanzenarten auf, insbesondere hochalpine Blumen und Gräser. Neben Insekten und Weichtieren sowie Raubvögeln besuchen auch Bären, Murmeltiere und Gämsen den Gipfel.

## Tourismus
Die Skrajna Pańszczycka Czuba ist bei Kletterern beliebt. Auf den Gipfel führt jedoch kein Wanderweg. Als Ausgangspunkt für eine Besteigung aus den Tälern eignet sich die Berghütte Schronisko PTTK Murowaniec.

## Belege
- Zofia Radwańska-Paryska, Witold Henryk Paryski: Wielka encyklopedia tatrzańska. Poronin, Wyd. Górskie, 2004, ISBN 83-7104-009-1.
- Tatry Wysokie słowackie i polskie. Mapa turystyczna 1:25.000, Warszawa, 2005/06, Polkart, ISBN 83-87873-26-8.